# Ivanhoe (Karolina Północna)
Ivanhoe – jednostka osadnicza w Stanach Zjednoczonych, w stanie Karolina Północna, w hrabstwie Sampson.